# رولسدورف (اشتراوسبرگ)
رولسدورف (به آلمانی: Ruhlsdorf) یک منطقهٔ مسکونی در آلمان است که در اشتراوسبرگ واقع شده‌است. رولسدورف ۴۴ نفر جمعیت دارد.